# Apocryptus flavorbitalis
Apocryptus flavorbitalis är en stekelart som beskrevs av Gupta 1983. Apocryptus flavorbitalis ingår i släktet Apocryptus och familjen brokparasitsteklar. Utöver nominatformen finns också underarten A. f. himachalis.